# Asia Vieira
Asia Molly Vieira (Toronto, Ontario, Canadà, 18 de maig de 1982), és una actriu de cinema canadenca d'ascendència portuguesa.

## Biografia
Amb sis anys va debutar en una pel·lícula titulada The Good Mother el 1988 al costat de Diane Keaton i Liam Neeson i el 1991 en la pel·lícula de terror Omen IV: The Awakening, interpretant Delia York, la filla fictícia de l'Anticrist, Damien Thorn, que va ser interpretat pels actors Harvey Stephens el 1976, Jonathan Scott Taylor el 1978 i Sam Neill el 1981 en les tres primeres produccions de la saga.
Va estudiar en l'"Etobicoke School of the Arts" i es va graduar com a actriu. Després va estudiar a la Universitat de Toronto on es va graduar amb una llicenciatura en història.

## Filmografia
- The Good Mother (1988): Molly Dunlap
- The Kissing Place (TV) (1990): Melissa
- Omen IV: The Awakening (TV) (1991): Delia York
- Used People (1992): Norma
- Biggest Little Tiquet (TV) (1994): Glenda
- A Holiday to Remember (TV) (1995): Jordy Giblin
- Flaix Forward (TV) (1997–99): Christine
- Are You Afraid of the Dark? (TV) (1999): Meggie
- Dangerous Child (TV) (2001): Kayla
- Guilt by Association (TV) (2002): Hannah
- A Home at the End of the World (2004): Emily
- I am an Apartment Building (TV) (2006): Adolescent
- Gospel of Deceit (TV) (2006): Margaret